# Municipio de Moreau (condado de Morgan)
Moreau Township es una subdivisión territorial inactiva del condado de Morgan, Misuri, Estados Unidos. Según el censo de 2020, tiene una población de 6183 habitantes.
La subdivisión tiene un código censal Z1, que indica que no está en funcionamiento (non-functioning county subdivision).

## Geografía
Está ubicada en las coordenadas 38°25′36″N 92°45′4″O / 38.42667, -92.75111. Según la Oficina del Censo de los Estados Unidos, tiene una superficie total de 330.74 km², de la cual 330.46 km² corresponden a tierra firme y 0.28 km² son agua.

## Demografía
Según el censo de 2020, hay 6183 personas residiendo en la zona. La densidad de población es de 18.7 hab./km². El 92.95 % de los habitantes son blancos, el 1.28 % son afroamericanos, el 0.31 % son amerindios, el 0.18 % son asiáticos, el 0.03 % son isleños del Pacífico, el 0,84 % son de otras razas y el 4.42 % son de una mezcla de razas. Del total de la población. el 2.33 % son hispanos o latinos de cualquier raza.